# Robert Thornby
Robert Thornby (Nova Iorque, NI, 27 de março de 1888 – Los Angeles, Califórnia, 6 de março de 1953) foi um diretor norte-americano e ator da era do cinema mudo. Ele dirigiu 75 filmes entre 1913 e 1927. Ele também apareceu em 48 filmes entre 1911 e 1930.

## Filmografia selecionada

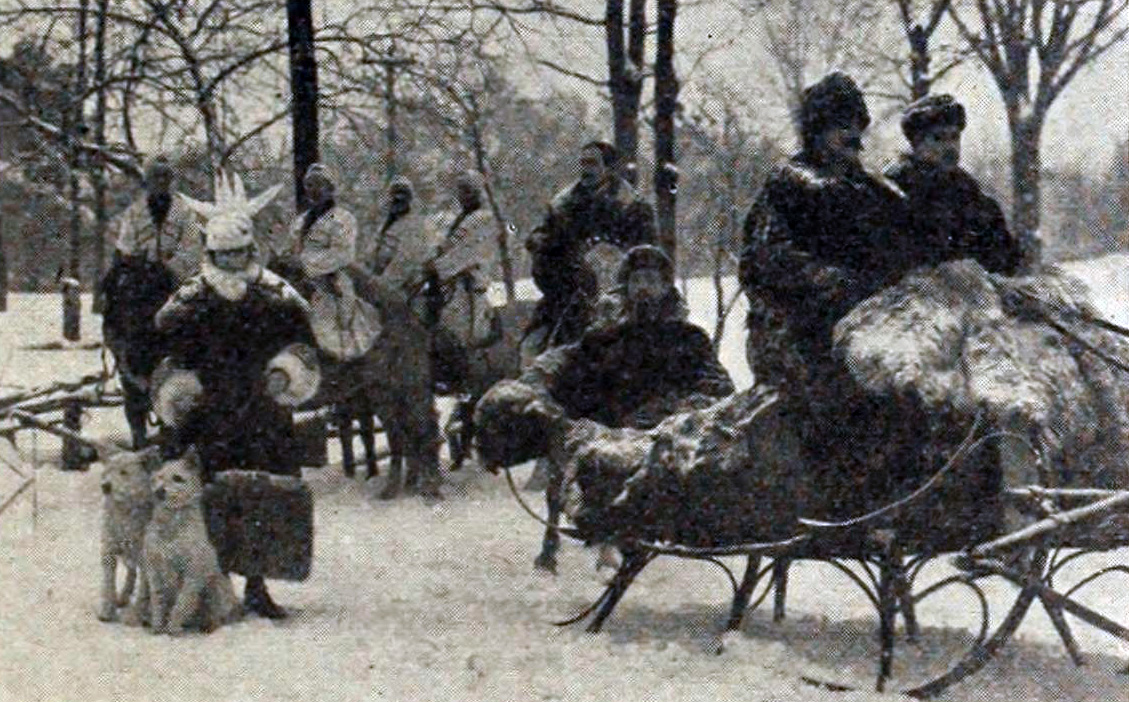
The Crucial Test (1916)

- 1913 When Ghost Meets Ghost
- 1913 Bianca (1913)
- 1919 The Prince and Betty
- 1920 The Deadlier Sex
- 1921 That Girl Montana
- 1921 The Fox
- 1922 The Trap
- 1923 Stormswept
- 1926 West of Broadway
- 1927 Young Hollywood